# Mires
Mires (in greco Μοίρες?) è un ex comune della Grecia nella periferia di Creta (unità periferica di Candia) con 10 857 abitanti secondo i dati del censimento 2001.
È stato soppresso a seguito della riforma amministrativa, detta Programma Callicrate, in vigore dal gennaio 2011 ed è ora compreso nel comune di Faistos.
È situato nella zona meridionale dell'isola di Creta. Il territorio del comune si estende dalle falde del monte Ida al Mar Libico e comprende la porzione meridionale della Messarà, la pianura centrale di Creta, attraversata dal fiume Geropotamos e la sezione occidentale della catena costiera dei monti Asteroussia. Il mar Libico lo lambisce a sud e ad ovest.

## Centri abitati

### Mires
Mires è la sede del municipio. È un caotico villaggio sulla strada che da Iraklio va a Festo attraverso la pianura di Messarà.

## Luoghi Storici

### Kaloi Limnes
Kaloi Limenes è una baia 7 km ad est da capo Lithino nominata negli atti degli Apostoli (27.8) per una sosta che vi fece San Paolo nel suo viaggio verso Roma. Dal testo risulta che si trattava non di una città ma di una località vicino alla città di Lasaia. Sul promontorio che ripara la baia, dove c'è la cappella di San Paolo sono stati trovati indizi che attestano la presenza romana ma non insediamenti più antichi eccetto due tombe a cupola di epoca minoica trovate a nord ovest della baia. Nel vicino villaggio di Agia Kyriaki sono state trovate rovine di un centro che fu abitato dal V secolo a.C. al I secolo a.C.